# San Valentino Stories
San Valentino Stories è un film del 2018 diretto da Antonio Guerriero, Emanuele Palamara e Gennaro Scarpato. Il film nasce da un'idea dell'attore e regista Alessandro Siani, per poi essere diretto da tre registi esordienti napoletani, ognuno impegnato a dirigere uno dei tre racconti, come nella più classica tradizione della commedia all'italiana.

## Trama
Il film è una commedia romantica ambientata a Napoli nel periodo di San Valentino. È strutturato in tre episodi distinti accomunati dal tema dell'amore visto da diversi punti di vista: le differenze religiose, la delinquenza minorile, l'adozione a distanza e le unioni civili. Le storie sono legate fra loro dalla presenza ricorrente di un pescatore misterioso, che rivelerà la sua reale identità solo alla fine.

### Per amor di Dio
Pasquale (Pasquale Palma) s'innamora a prima vista di Chiara (Denise Capezza), dopo averla soccorsa durante un piccolo incidente in bicicletta. Per conquistarla è disposto a fingersi buddista, nonostante sia un cattolico molto devoto. Le differenze religiose metteranno alla prova il loro amore.

### L'isola di cioccolato
Ad alcuni giovani detenuti e detenute dell'istituto penale minorile dell'isola di Nisida viene offerta la possibilità di partecipare a un corso di pasticceria. Al migliore allievo sarà data la possibilità di frequentare uno stage al di fuori del penitenziario. Fra i partecipanti ci sono due innamorati: lo sbruffone Antonio (Giovanni Buselli) e la determinata Anastasia (Noemi Sales). L'amore aprirà le porte ai loro sogni e al loro futuro.

### Carichi di meraviglia
Due amici e colleghi (Gigi e Ross), si ritrovano di nuovo soli e disperati nel giorno di San Valentino. La loro vita prende una piega inaspettata quando alla loro porta bussa una ventenne proveniente dall'Etiopia, Aregash (Elena Sotgiu), che dice di essere loro figlia. Grazie a lei scopriranno che l'amore ha molte facce e può richiedere molte sfide.

## Distribuzione
Il film è stato distribuito nelle sale cinematografiche il 14 febbraio 2018 da Optima Entertainment.

## Curiosità
Alessandro Siani ha scritto il testo e la musica di tre brani della colonna sonora: Nun è tutt'oro, Le mani, Si chiama amore.
Non è tutt'oro, interpretata da Antonio Rocco, è la sigla finale del film oltre che il brano scelto per il trailer.